# 盈置大廈

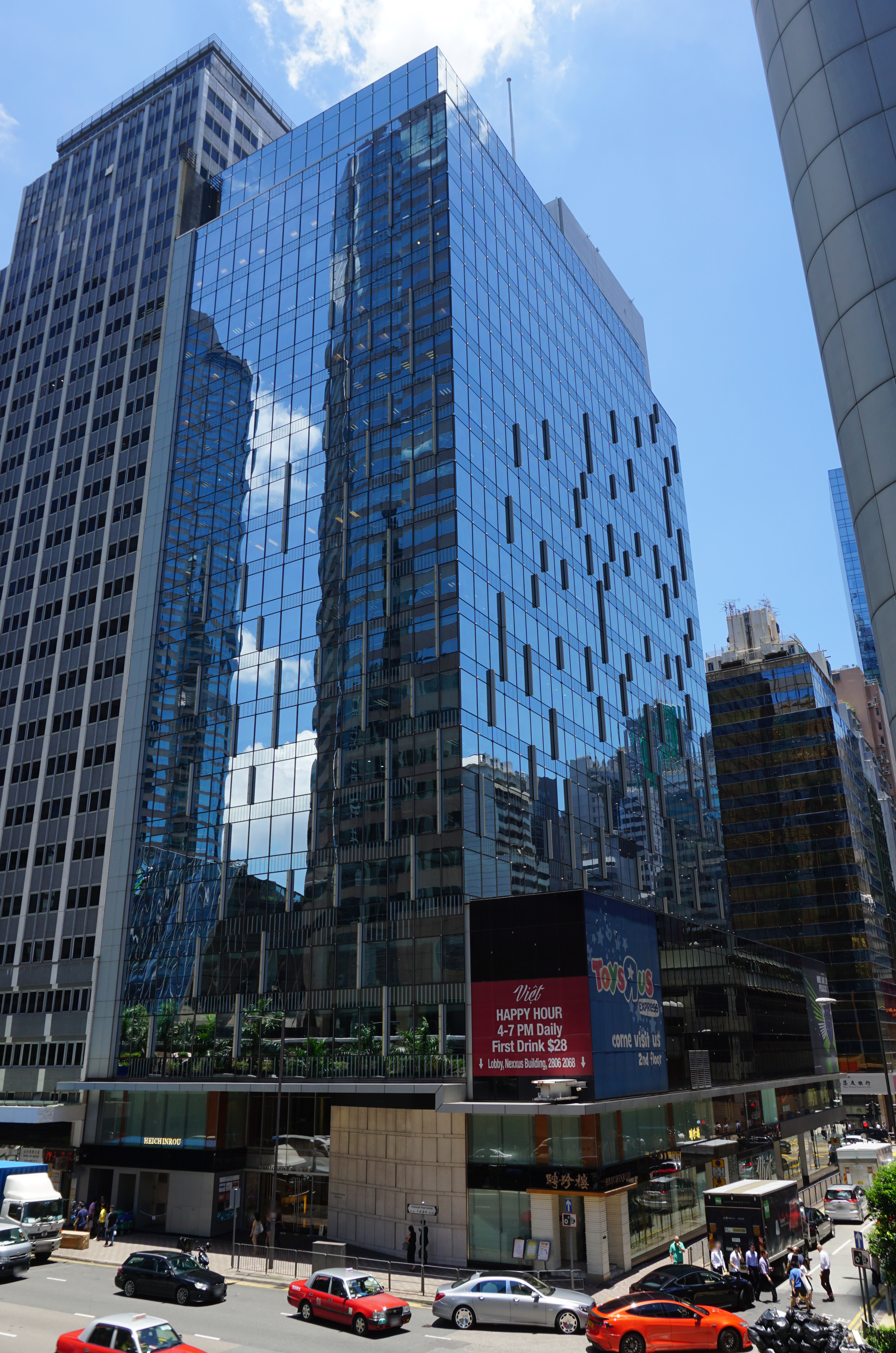
改建後的盈置大廈

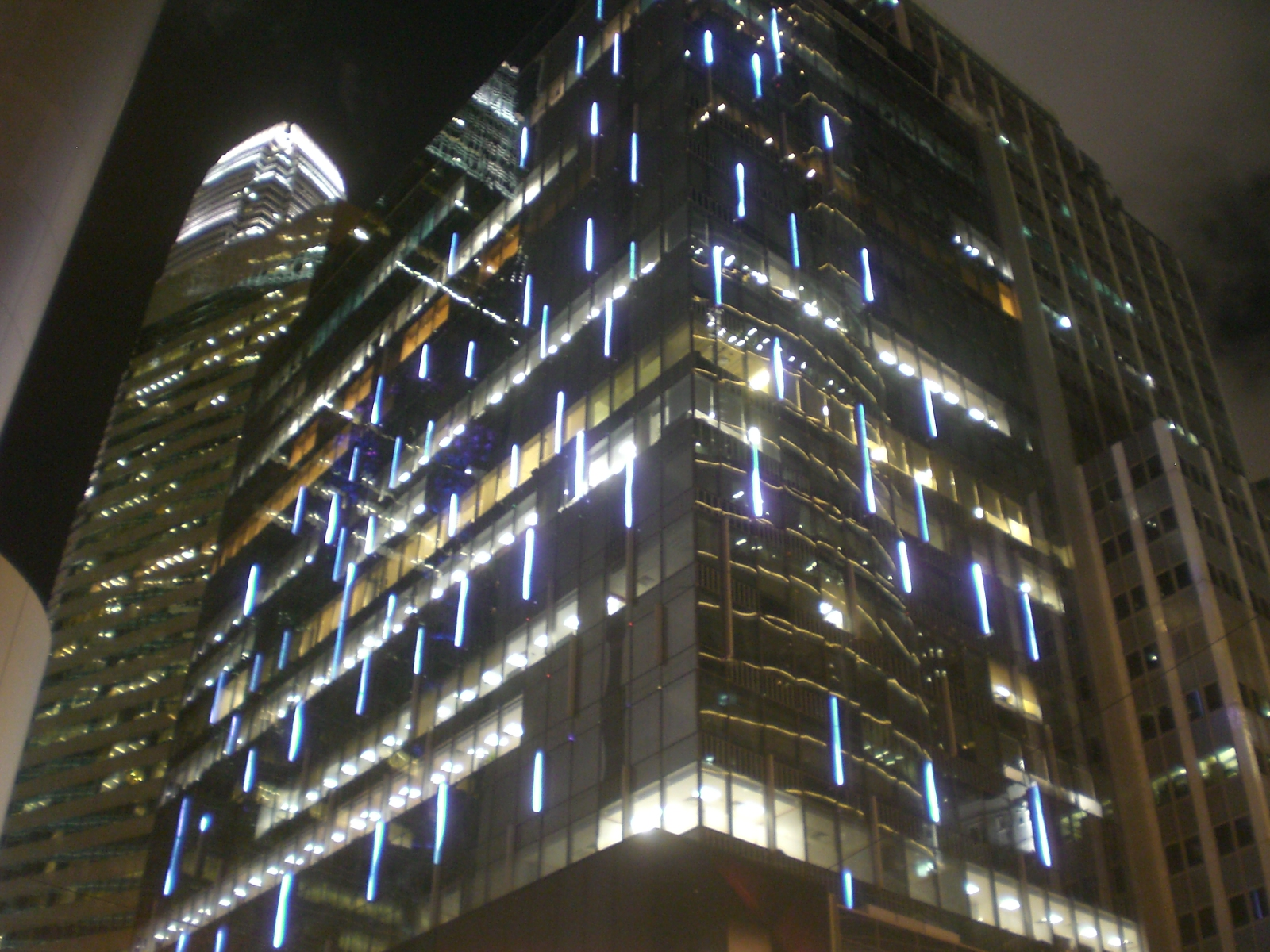
晚上，盈置大廈的外牆表演流星雨燈飾

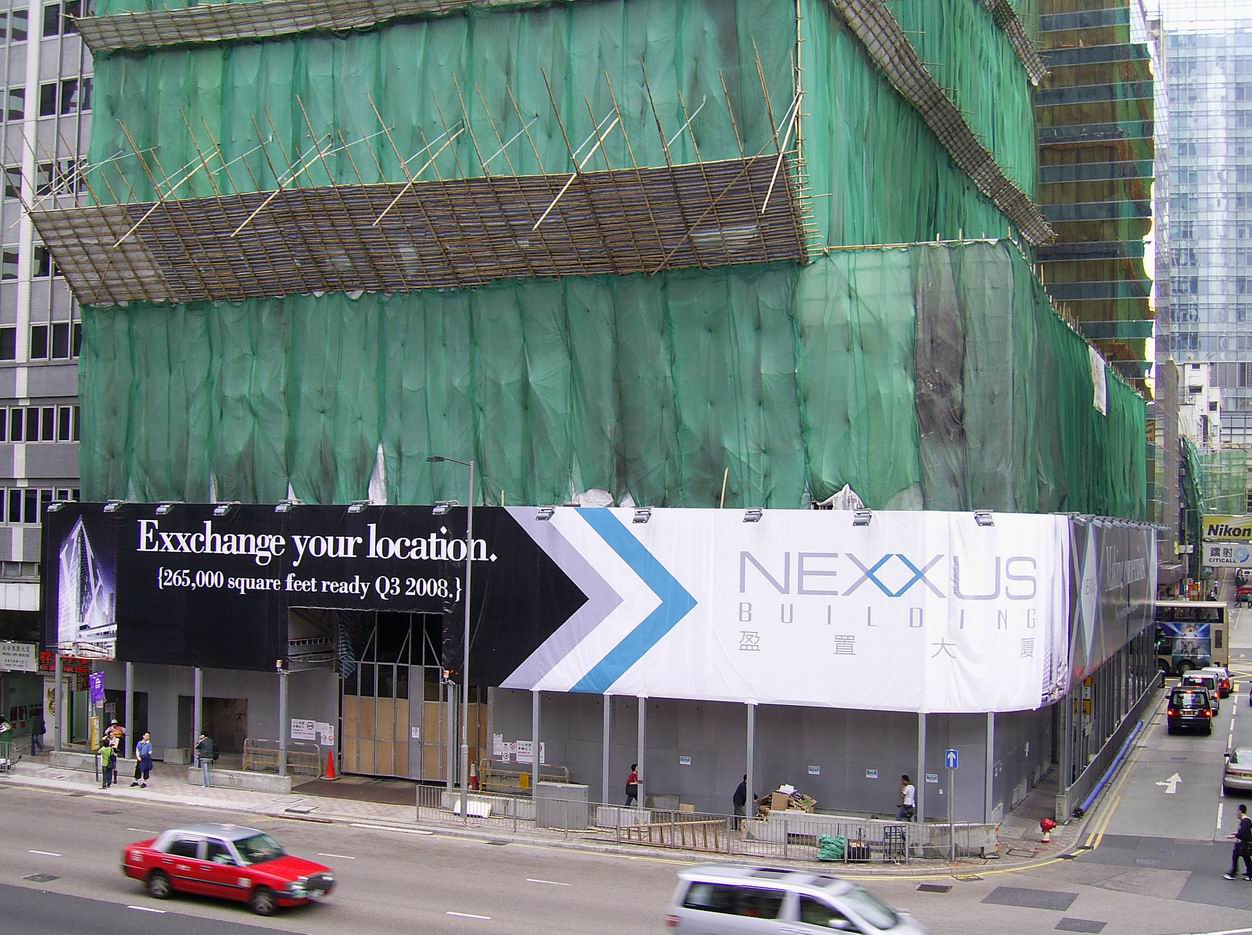
改建中的盈置大廈（2008年3月）

盈置大廈（英語：Nexxus Building），前稱恒生大廈，是香港的一座商業大廈，位於香港島中環干諾道中41號（域多利皇后街交界），為恒生銀行的前總部大廈。

## 歷史

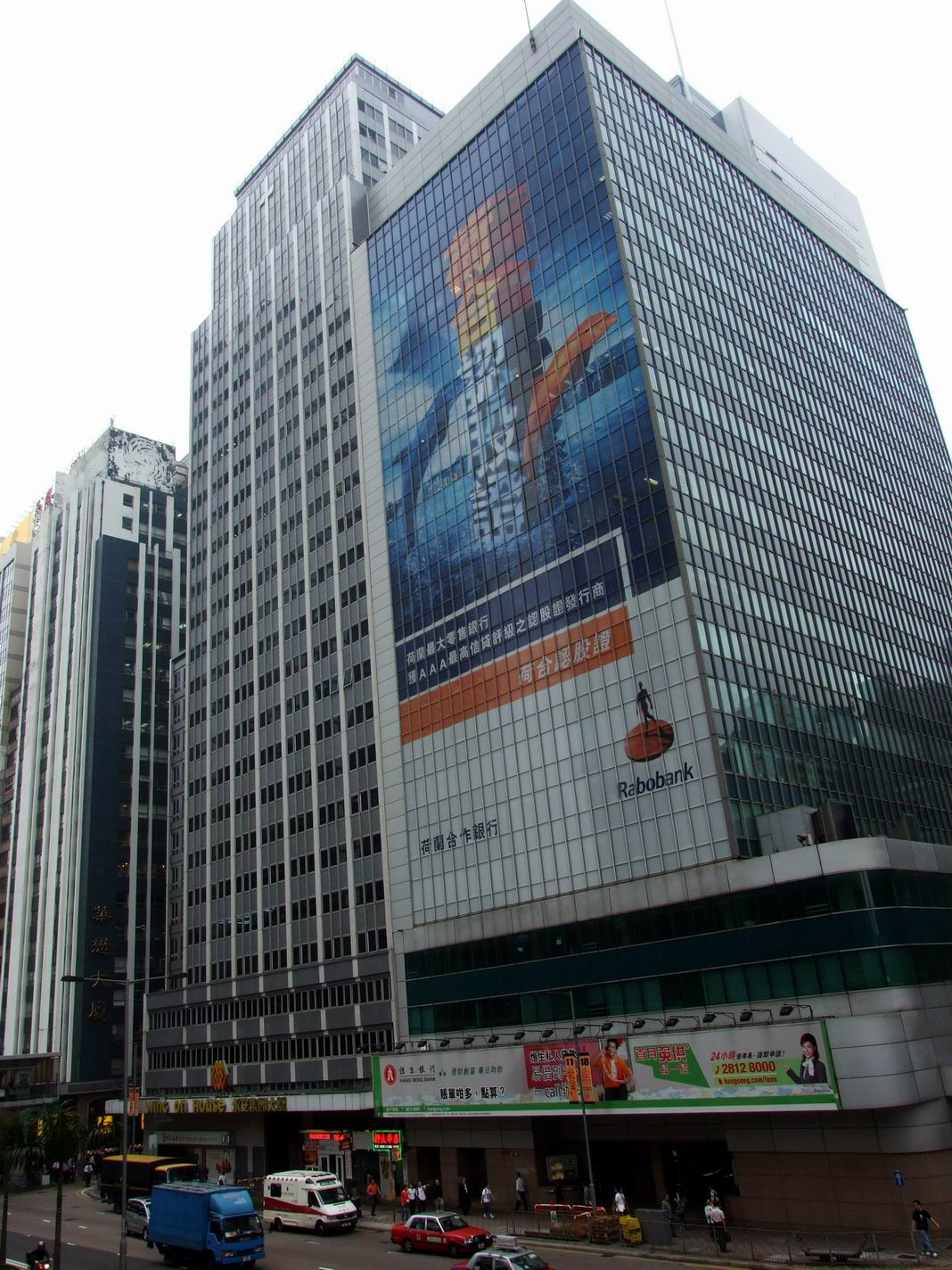
改建前的恒生大廈（右）及毗連的永安集團大廈（左），2007年10月

恒生大廈的地段是由英屬香港政府在1904年10月25日批出，租期是999年。該廈於1962年建成，由阮達祖設計，樓高22層，高達73.45米，為當時香港最高建築物，直至1964年旁邊的聯邦大廈（今永安集團大廈）落成為止。與傳統銀行大廈不同，恒生大廈的銀行大堂置於一樓，其他銀行業務部門安排在二、三樓，用自動扶手電梯連接，地面層留為購物商場。有說因為風水的關係，銀行的入口置於德輔道中與域多利皇后街的拐角位。
1968年，大廈8樓發生五級大火，造成消防員1死2傷。
1991年，恒生銀行總行及辦公室搬至一街之隔的中環消防局舊址，並將整幢物業的部份權益轉售給中信泰富，其中商業大廈及購物商場部份作簡單翻新。惟此大廈名稱仍保留恒生二字。根據香港土地注冊處之記錄，2006年6月，恒生物業管理有限公司及中信泰富以22.58億元全權轉售給摩根士丹利牽頭財團，才於2004年底至2007年中改建為現時的盈置大廈，並於同年年尾以新形象示人。
2009年9月，香港出生、後移居越南的商人朱立基以約36億港元購入盈置大廈。2024年2月，台灣資金財團以約64億港元，向朱立基收購盈置大廈。

## 結構
恒生大廈是第一幢採用鋼樑和鋼柱結構及幕牆的建築技術，較傳統的磚石或混凝土建築為快，其結構力學數據分析需交由英國的專家透過電腦計算，鋼柱的面積比鋼筋混凝土小，使樓面可用空間更大，成為後來者的仿傚對象。其三個立面總面積達4,645平方米，採用英國進口幕牆建材，幕牆內部的豎向窗櫺由鍍鋅鋼加固，鋁質表層經壓制而成，外表輕薄卻十分堅固。大廈落成當年的夏季剛巧遇上50年一遇的超強颱風溫黛，幕牆成功通過陣風時速平均達200公里的嚴峻考驗。

### 建築師
阮達祖（Yuen Tat Cho）原籍廣東新會，1906年生於香港，中學就讀於拔萃男書院，1929年獲得香港大學土木工程學位，出洋到英國利物浦大學留學，取得建築學學士。五十年代成立「阮達祖事務所」（T.C. Yuen & Co.），主要作品有永隆銀行大廈、東英大廈、恒生大廈及東城戲院等。他於1988年6月1日在養和醫院逝世，年82歲。

## 租戶

### 改建前
未改建前，此恆生大廈租戶包括：
- 百佳超級市場
- 香港紅十字會捐血站
- 大昌食品
- 辦公室文具店
- 唱片店

### 改建後
改建後的盈置大廈的租戶包括：
- 3樓：香港銀行家會所（The Hong Kong Bankers Club）
- 5樓：Rakuten Securities（501室）、金融發展局（502室）
- 6樓：REF Financial Press Limited
- 7樓：REF Financial Press Limited
- 8樓：Lau, Horton & Wise LLP
- 9樓：Robert Half
- 12樓：易方達資產管理（香港）
- 15樓：eeVoices、Blue Ocean Strategy
- 16樓：Apax Partners
- 20樓：Robert Walters
- 22樓：ProTop Financial Press Limited
- 23樓：尚乘集團、AMTD Strategic Capital Group
- 25樓：尚乘集團